# Облігатний паразит
Облігатний паразит або голопаразит — це паразитичний організм, який не може завершити свій життєвий цикл без використання відповідного хазяїна. Якщо облігатний паразит не може знайти хазяїна, він не здатен розмножуватися. Такий паразит є протилежністю факультативному, який може діяти як паразит, але не покладається на свого господаря для продовження життєвого циклу. Облігатні паразити розробили різноманітні паразитичні стратегії, щоб використовувати своїх хазяїнів. Голопаразити⁣, а також деякі напівпаразити є облігатними.
Для паразита вигідно зберігати здоров'я свого хазяїна, якщо ця сумісність забезпечує харчові та репродуктивні потреби паразита, за винятком випадків, коли смерть хазяїна необхідна для наступної передачі.

## Види
Облігатний паразитизм проявляється в ряді організмів, таких як: віруси, бактерії, гриби, рослини та тварини. Вони не можуть завершити свій розвиток, не пройшовши принаймні одну паразитарну стадію, необхідну для їх життєвого циклу.
Незалежно від того, чи вважають віруси живими організмами чи ні, вони не можуть відтворюватися інакше, як за допомогою ресурсів у живих клітинах. Відповідно, їх заведено розглядати як облігатних внутрішньоклітинних паразитів.
Серед сімейства Vespidae, Vespula austriaca є прикладом облігатного репродуктивного паразита; його хазяїном є Vespula acadica. У роду Bombus, B. bohemicus — облігатний паразит B. locurum, B. cryptarum і B. terrestris.

## Система «паразит-хазяїн»

### Життєвий цикл
Паразитарні життєві цикли передбачають експлуатацію принаймні одного носія. Кажуть, що паразити, які інфікують один вид, мають прямий життєвий цикл. Наприклад, анкілостома виду Necator americanus. Паразити, які інфікують більше ніж одного господаря, мають складний або непрямий цикл. До таких належить малярійний плазмодій.

#### Проміжний або остаточний хазяїн
Проміжний або вторинний хазяїн експлуатується паразитом лише протягом короткого перехідного періоду. Остаточний або первинний хазяїн використовується паразитом і є єдиним місцем, де паразит може досягти зрілості та, якщо можливо, розмножуватися статевим шляхом. Наприклад, Ribeiroia ondatrae використовує равликів рамшорн як свого першого проміжного хазяїна, земноводних і риб як других проміжних господарів і птахів як остаточних носіїв.

### Паразитарна постійність
Облігатні паразити не обов'язково витрачають увесь свій час поводячись як паразити. Коли паразит є постійним, тоді в організмі інфікованої особини або на тілі, породжується кілька поколінь. Прикладом цього є головні воші. Тимчасові паразити — організми, паразитичний спосіб життя яких обмежений кількома або навіть однією стадією розвитку. Прикладом цього є личинкова стадія кліщів, тоді як доросла стадія не є паразитичною.

### Розташування на хості
Паразит може жити поза ектопаразитом хазяїна; наприклад кліщ. З іншого боку, паразит може жити всередині ендопаразита хазяїна; наприклад, блоха. Облігатний паразит, який безпосередньо не живе всередині хазяїна чи на тілі, а діє на відстані  –  наприклад, зозуля, яка вилуплюється та росте не у своєму гнізді  –  відома, як гніздовий паразит.

### Інвазивні стратегії
Для того, щоб закріпитися в організмі придатного хазяїна, облігатні паразити повинні обійти захисні механізми до, під час і після потрапляння в його організм. Через широкий діапазон типів облігатних паразитів неможливо визначити загальну стратегію інвазії. Внутрішньоклітинні паразити використовують різні стратегії для вторгнення в клітини та підриву клітинних сигнальних шляхів. Більшість бактерій і вірусів піддаються пасивному поглинанню, коли вони покладаються на клітину-хазяїна для поглинання. Однак apicomplexans беруть участь в активному проникненні. Один облігатний паразит оси, Polistes atrimandibularis, проникає в колонію своїх господарів, змінюючи свою хімічну сигнатуру відповідно до сигнатури хостів. Це змушує ос-хазяїв думати, що паразит є одним з них.

#### Ухилення від захисту хазяїна
Ряд облігатних внутрішньоклітинних паразитів розвинули механізми, які дозволили їм уникати клітинного захисту хазяїна, включаючи здатність виживати в окремих клітинних компартментах. Одним із механізмів, які використовують хазяї намагаючись зменшити реплікацію та поширення патогенів, є апоптоз (запрограмована смерть клітин). Однак, деякі облігатні паразити розробили способи придушення цього явища, наприклад Toxoplasma gondii, хоча цей механізм ще не до кінця вивчений.

## Маніпуляція поведінкою хазяїна
Зміни в поведінці хазяїна після зараження облігатними паразитами є поширеним явищем. В інфікованих осіб спостерігається незвичайна поведінка, і від того наскільки вона складна, ми можемо припустити, що ця поведінка сприятиме передачі паразита, це вважається прикладом адаптивної маніпуляції. Однак існує складність у доведенні того, що зміни в поведінці є результатом селективного процесу, який сприяє передачі паразита. Існує припущення, що такі зміни можуть бути лише побічним ефектом інфекції. Не існує доказів того, що більшість таких змін призводять до покращення пристосованості як хазяїна, так і паразита. Прикладом такої поведінки є атракція щурів до котячої сечі після зараження Toxoplasma gondii. Однак «наукові метафори, включаючи антропоморфізми», які іноді використовуються в «популярних ЗМІ та науковій літературі» для опису маніпуляції поведінкою господаря, були описані як «яскраві, однак вводять в оману».

### Розширений фенотип
У деяких випадках поведінка, яку ми спостерігаємо в організмі, зумовлена не експресією його генів, а генами паразитів, що його інфікують. Така поведінка є розширеним фенотипом.

### Еволюція маніпуляції поведінкою хазяїна
Було запропоновано три основні еволюційні шляхи появи маніпуляції поведінкою хазяїна з боку паразитів. Перший — це сценарій маніпуляції, керований паразитами, а другий і третій — сценарії маніпулювання, керовані хостом.
1. Маніпуляція sensu stricto (розширений фенотип — огидна поведінка яку демонструють паразитовані хазяїв є результатом експресії генів паразитів) ця здатність могла бути результатом природного відбору у предків паразита з цією ознакою.[19]
2. Мафіозна стратегія — помста за невиконання вимог (наприклад, велика зозуля та сорока) сороки, які викидають зозулині яйця з гнізд, страждають від хижацтва зозуль набагато частіше, ніж ті, що їх висиджують.[19]
3. Експлуатація компенсаторних реакцій викликає компенсаторні реакції хазяїна, оскільки вони можуть частково збігатися зі шляхами передачі паразитів. Наприклад, ектопаразит Chrysomelobia labidomerae, що передається статевим шляхом, паразитує на жуках-листоїдах Labidomera clivicollis ~ інфіковані самці демонструють підвищену сексуальну поведінку і, як наслідок, посилюють міжстатеві та внутрішньостатеві контакти (копуляція та конкуренція), що створює більше можливостей для передачі паразитів.[20]

Існує припущення, що поведінка розширеного фенотипу не є адаптивною, а ексаптативною. Тоді коли вони можуть приносити користь для паразитичного організму, вони не з'явилися з наміром отримати цю користь.

## Паразитарна мімікрія у паразитів розплоду
Воловим птахам та зозулям потрібні гнізда та батьківська турбота інших горобцеподібних птахів, щоб їхні пташенята змогли оперятися. Вони відомі як гніздові паразити. Паразитичні види птахів імітують візерунки та кольори яєць видів-хазяїв, що своєю чергою зменшує їх відторгнення іншими птахами. Пташенята деяких видів здатні маніпулювати поведінкою хазяїна, подаючи швидкі крики, що імітують звуки, які видають до чотирьох пташенят хазяїна. Ця мімікрія також розповсюджена у видів паперової оси Polistes semenowi та Polistes sulcifer і виду джмеля Bombus bohemicus, при цьому паразит змінює свої пропорції кутикулярних вуглеводнів, специфічних для виду та колонії хімічних речовин, щоб відповідати узурпованому хосту.
Декілька видів метеликів також демонструють паразитичну поведінку гніздових паразитів. Прикладом є Niphanda fusca, метелик, який виділяє кутикулярні вуглеводи (CHCs), щоб обманом змусити мураху-хазяїна, C. japonicus, прийняти личинку як свою власну у своєму власному гнізді. Потім мураха вирощує личинку метелика, годуючи її безпосередньо з рота в рот, доки вона не залялькується.
Припускають, що ця мімікрія розвинулася в результаті двох процесів: або як коеволюційна відповідь на захист хазяїна від виводкових паразитів, або як модифікація вже існуючих стратегій забезпечення хазяїна ресурсами. Конкуренція між паразитом і молодими хазяїнами за батьківські ресурси може призвести до надмірних сигналів, які найбільш ефективно використовують батьків-хазяїв. Паразитичні пташенята, ймовірно, зазнають сильнішого відбору через часте сигналізування, ніж пташенята хоста, а оскільки вони не пов'язані з іншими пташенятами в гнізді, то через, піддаються селекції на більш егоїстичну поведінку.

## Еволюція облігатного паразитизму
Сучасна теорія еволюційної біології вказує на те, що відносини «паразит-хазяїн» можуть розвиватися до рівноважних станів важкого захворювання. На відміну від загальноприйнятої думки про те, що коменсалізм є ідеальною рівновагою як для господаря, так і для паразита.